# Người Triều Châu
Người Triều Châu (còn được gọi là người Tiều) là một nhóm người dân tộc Hán có nguồn gốc từ quận Triều Châu lịch sử (nay là Triều Sán ở phía đông Quảng Đông tỉnh nói tiếng Triều Châu. Ngày nay, hầu hết người Triều Châu sống ở Hồng Kông, Quảng Đông, và ngoài Trung Quốc ở Đông Nam Á, bao gồm ở Singapore, Malaysia, Thái Lan, Campuchia, Việt Nam, Philippines và Indonesia. Họ cũng có thể được tìm thấy ở hầu hết mọi nơi trên thế giới, bao gồm Bắc Mỹ, Úc và Pháp.
Ẩm thực Triều Châu là đặc biệt. Tổ tiên của người Triều Châu chuyển đến Triều Sơn ngày nay từ Trung Nguyên của Trung Quốc để trốn thoát khỏi một loạt các cuộc nội chiến trong thời nhà Tấn.

## Lịch sử
Người Triều Châu thường được gọi là người Phúc Lão (người Phúc Kiến) vì họ chủ yếu đến từ Hà Nam và Sơn Tây qua Phúc Kiến, với ngôn ngữ và phong tục được duy trì tốt từ Trung Bắc Trung Quốc. Như đã được ghi lại trong phả hệ và các bản khắc cổ, một trong hai nhóm người di cư đến thủ đô Phúc Kiến sau đó chuyển đến Phủ Điền ở lại nhiều nhất một hoặc hai thế hệ trước khi bị áp lực phải chuyển đến một phần của Triều Sơn thay vào đó theo từng đợt trong thời nhà Đường, di truyền xen kẽ với người dân địa phương ở đó.
Sự cô lập về địa lý và khó khăn trong việc đi lại trong quá khứ đã khiến Người Hà Lão hoặc Phúc Lão trở thành một dân số tương đối khép kín.
Người Triều Châu được người Quảng Đông gọi nhầm là "người Phúc Kiến", mặc dù thuật ngữ "Triều Châu" đã được sử dụng trong Định cư Eo biển vào thế kỷ 19 và đầu thế kỷ 20. "Triều Châu" có nguồn gốc từ Triều Châu (Triều Châu phủ), nơi họ bắt nguồn.

### Người Triều Châu nhập cư vào Singapore
Từ thế kỷ 19, do hoàn cảnh khó khăn, một số lượng đáng kể người Triều Châu rời quê hương đến Singapore và một cuộc sống mới. Những người định cư Teochew (Triều Châu) sớm có thể truy tìm nguồn gốc của họ đến tám phủ: Triều An, Trừng Hải, Triều Dương, Yết Dương, Nhiêu Bình, Phổ Ninh, Huệ Lai và Nam Áo. Ngoài những người nhập cư mới từ cảng Shantou (Sán Đầu), còn có người Triều Châu chuyển đến Singapore từ Xiêm và Quần đảo Riau.
Ngày nay, tiếng Triều Châu là phương ngữ tiếng Hoa được nói nhiều thứ hai ở Singapore. Họ là nhóm người Hoa lớn thứ hai ở Singapore, chiếm 21% dân số Trung Quốc. Kết quả là, họ đóng một vai trò quan trọng trong thương mại và chính trị.

### Người Triều Châu tại Đài Loan
Hầu hết các hậu duệ người Triều Châu ở Đài Loan đã bị "Phúc Kiến hóa". Họ nói Tiếng Phúc Kiến thay vì tiếng Triều Châu. Một số người trong số họ coi mình là người Khách Gia. Tuy nhiên, vẫn còn một số người Triều Châu ở trấn Triều Châu, của huyện Bình Đông.
Một cuộc điều tra dân số Nhật Bản năm 1926 cho thấy có 134.800 người ở Đài Loan thuộc tổ tiên gốc Triều Châu.

## Văn hóa

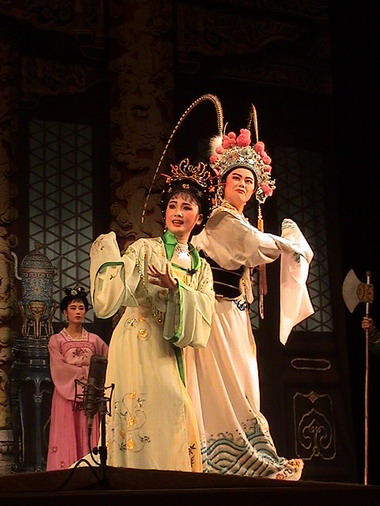
Một vở Triều kịch

Trong suốt lịch sử hơn 1000 năm, vùng Triều Sán, được biết đến từ thời cổ đại là tỉnh Triều Châu, đã phát triển và nuôi dưỡng một nền văn hóa uy tín thể hiện những đặc điểm độc đáo của nó trong ngôn ngữ, kịch, ẩm thực, trà đạo, âm nhạc, và nghề thêu.
Tiếng Triều Châu (tiếng Trung: 潮州話) được nói bởi khoảng 10 triệu người ở Triều Sán và hơn năm triệu bên ngoài Trung Quốc đại lục.
Triều kịch (tiếng Trung: 潮劇) là một loại hình nghệ thuật truyền thống có lịch sử hơn 500 năm và hiện được 20 triệu người Triều Châu yêu thích ở hơn 20 quốc gia và khu vực. kịch đã hình thành phong cách riêng của mình dưới ảnh hưởng của Nam hí. Nam hí là một trong những vở kịch lâu đời nhất của Trung Quốc và có nguồn gốc từ Tống. Hình thức đệm hợp xướng cũ vẫn bảo tồn các tính năng đặc biệt của nó. Những chú hề và con cái là những nhân vật đặc biệt nhất trong vở Triều kịch, và kỹ năng nhào lộn và nhào lộn là nổi bật.
Âm nhạc Triều Châu (tiếng Trung: 潮州音樂) là phổ biến trong cảnh quán trà của Triều Sán. Nhạc cụ Triều Châu huyền thi, chiêng, trống và sáo truyền thống của Trung Quốc thường tham gia vào các bản hòa tấu. Nhạc trống Triều Châu hiện tại được nói  tương tự như nhạc cụ như Trống và Phong Triều của các triều đại thời Hán và Đường.
Triều Châu bản điêu (tiếng Trung: 潮州木雕) là một hình thức khắc gỗ của Trung Quốc có nguồn gốc từ nhà Đường. Nó rất phổ biến trong Triều Sán. Người Triều Châu đã sử dụng rất nhiều chạm khắc gỗ Triều Châu trong các tòa nhà của họ.

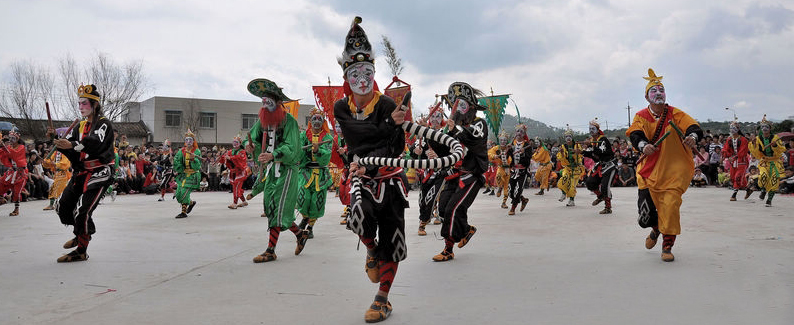
Anh ca

Anh ca (tiếng Trung: 英歌) là một hình thức múa dân gian Trung Quốc có nguồn gốc từ thời nhà Minh. Đây là một trong những hình thức tiêu biểu nhất của nghệ thuật dân gian Triều Châu.
Mặc dù ít bộ phim hoặc phim truyền hình nào được thực hiện về người Triều, một trong những bộ phim đáng chú ý như vậy là loạt phim truyền hình Singapore năm 1995 Triều Châu gia tộc. Năm 2019 Netflix đã phát hành loạt phim tài liệu Nguồn gốc hương vị, trong đó tập trung vào ẩm thực Triều Châu.